# Armando del Río
Armando del Río (Zaragoza, 6 de febrero de 1970) es un actor español. Conocido por sus personajes de Fran Crespo en Hospital Central, Gustavo Alcides en Gran Reserva o Tomás Contreras en Amar es para siempre.

## Biografía
Estudió dirección cinematográfica en la escuela de cine TAI de Madrid, al mismo tiempo que se dedicaba al teatro como actor.
Su primera incursión cinematográfica fue un papel protagonista en Jamón, jamón, a las órdenes de Bigas Luna, en el año 1992. Ha participado en multitud de series de televisión, destacando papeles fijos en Compañeros, Hospital Central y A tortas con la vida, donde era protagonista junto con Blanca Oteyza. Además cuenta con una amplia experiencia teatral, habiendo sido también director en la obra Wuaja! y autor de Cita con San Pedro (ambas con su participación también como actor).
En 2006 estrenó La leyenda del hombre lento, corto que dirigió y del que era productor y guionista. Este trabajo le dio el Premio del Público al mejor cortometraje en el Festival Internacional de Cortos Fib.
También ha presentado el programa de viajes La magia de Viajar para Aragón Televisión.

## Filmografía

### Televisión
| Año         | Serie                              | Canal       | Personaje                      | Notas         |
| ----------- | ---------------------------------- | ----------- | ------------------------------ | ------------- |
| 1994        | Los ladrones van a la oficina      | Antena 3    |                                | 1 episodio    |
| 1996        | Turno de oficio: Diez años después | La 1        | Juanjo Magai                   | 1 episodio    |
| 1997        | Canguros                           | Antena 3    |                                | 1 episodio    |
| 1997 - 1998 | Más que amigos                     | Telecinco   | Bruno                          | 7 episodios   |
| 1998        | Todos los hombres sois iguales     | Telecinco   |                                | 1 episodio    |
| 1998 - 1999 | Compañeros                         | Antena 3    | Suso                           | 14 episodios  |
| 2000 - 2001 | Antivicio                          | Antena 3    | Víctor                         | 13 episodios  |
| 2001 - 2002 | El comisario                       | Telecinco   | Gabriel Díaz                   | 2 episodios   |
| 2002        | Ana y los 7                        | La 1        | Charlie                        | 1 episodio    |
| 2003 - 2005 | Hospital Central                   | Telecinco   | Francisco "Fran" Crespo Crespo | 60 episodios  |
| 2003        | Javier ya no vive solo             | Telecinco   |                                | 1 episodio    |
| 2005 - 2006 | A tortas con la vida               | Antena 3    | Jorge                          | 28 episodios  |
| 2008 - 2009 | Sin tetas no hay paraíso           | Telecinco   | Diego Torres                   | 28 episodios  |
| 2010 - 2013 | Gran Reserva                       | La 1        | Gustavo Arístides              | 42 episodios  |
| 2014        | Velvet                             | Antena 3    | Sergio Canals                  | 2 episodios   |
| 2015        | Bajo sospecha                      | Antena 3    | Andrés Vega                    | 8 episodios   |
| 2015 - 2016 | Amar es para siempre               | Antena 3    | Tomás Contreras                | 254 episodios |
| 2018 - 2019 | Centro médico                      | La 1        | Dr. Carlos Merino              | 163 episodios |
| 2019 - 2020 | El nudo                            | Atresplayer | Javier Becker                  | 13 episodios  |
| 2020        | ''Desaparecidos                    | Prime Video | Javier                         | 1 episodio    |
| 2021        | Servir y proteger                  | La 1        | Ramiro Infante                 | 42 episodios  |
| 2023        | Mía es la venganza                 | Telecinco   | Alejandro Alonso               | 110 episodios |
| 2024        | La Moderna                         | La 1        | Pascual Peñalver               | 17 episodios  |

### Largometrajes
- Jamón, jamón, como un amigo de José Luis. Dir. Bigas Luna (1992)
- Morirás en Chafarinas, reparto. Dir. Pedro Olea (1995)
- Historias del Kronen, como Manolo. Dir. Montxo Armendáriz (1995)
- Brujas, como Raúl. Dir. Álvaro Fernández Armero (1996)
- Amor de hombre, como Roberto. Dir. Yolanda García Serrano y Juan Luis Iborra (1997)
- Quince, como Veintiuno. Dir. Francisco Rodríguez Fernández (1998)
- Las huellas borradas, como Mito. Dir. Enrique Gabriel (1999)
- Km. 0, como Máximo. Dir. Yolanda García Serrano y Juan Luis Iborra (2000)
- Dama de Porto Pim, como Hans. Dir. José Antonio Salgot (2001)
- Valentín, como Jaime. Dir. Juan Luis Iborra (2002)
- Un año en la luna, como Gabriel. Dir. Antonio Gárate (2004)
- Las huellas que devuelve el mar, como Carlos. Dir. Gabi Beneroso (2004)
- Sinfín, como Rafa. Dir. Manuel Sanabria y Carlos Villaverde (2005)
- Días de lluvia, reparto. Dir. Eneas Martínez (2013)
- Pancho, el perro millonario, como Montalbán. Dir. Tom Fernández (2014)

### Cortometrajes
- Cien maneras de hacer el pollo al txilindrón, como Jon. Dir. Kepa Sojo (1997)
- Looking for Chencho, reparto. Dir. Kepa Sojo (2002)
- La culpa, todita, del tío Esteban, reparto. Dir. Vicente Seva (2004)
- Cambio de turno, reparto. Dir. David Cánovas (2006)
- Country, como un ladrón. Dir. Jesús Prieto (2007)
- Intrusos en Manasés, como Roberto. Dir. Juan Carlos Claver (2008)
- Nubes grises, reparto. Dir. José Antonio Campos Aguilera (2013)
- Alacranes, como Gabriel. Dir. Jorge Monge (2013)
- La factoría, reparto. Dir. Juan Caunedo Domínguez (2013)
- Nemo, como Nemo. Dir. Felipe Sanz (2015)
- Trío, como Héctor. Dir. Marcos Chanca (2016)

### Teatro
- A puerta cerrada (1989), de Jean Paul Sartre, dirigida por Matilde Fluixá.
- Farsa mortal del anís machaquito (1990), de Antonio Benítez, dirigida por Almudena García Sánchez.
- Petición de mano (1990), de Antón Chéjov, dirigida por Andoni Cifuentes.
- La tragicomedia del rey Jacinto (1991), espectáculo de creación colectiva basado en clowns.
- Ciudades perdidas (1991), musical basado en obras de Bertolt Brecht, dirigida por Daniel Suárez Marzal.
- Al otro lado del diván (1992), de Gonzalo Cunill, dirigida por Óscar Dadamia.
- Wuaja! (1992), creación Colectiva, dirigida por Armando del Río.
- Cita con San Pedro (1993), de Armando del Río, dirigida por Raquel Pérez.
- Veinte años no es nada (1994), de Eduardo Recabarren, dirigida por Eduardo Recabarren.
- Puñaladas en escena (1995), musical de Jesús Amate y María Botto.
- Mirador club (1995), musical de Jesús Amate y María Botto.
- Testamento (1996), de Josep Maria Benet i Jornet, dirigida por Gerardo Vera. Centro Dramático Nacional.
- La barraca (1998), textos de Federico García Lorca, dirigida por Cristina Rota.
- Los powerful boys (1999), de Félix Sabroso, dirigida por Félix Sabroso. Teatro Alfil.
- Los tres mosqueteros (2003), dirigida por Gustavo Tambascio.
- Madame Bovary (2012), dirigida por Magüi Mira y con texto adaptado por Emilio Hernández. Teatro Bellas Artes
- Los miércoles no existen (2014) Teatro Lara
- Alejandro Magno (2015), de Jean Racine. Festival de Mérida.
- La novia de papá (2015), de Paloma Bravo. Teatro Infanta Isabel.
- Danny y Roberta, una danza apache (2016), John Patrick Shanley. Dir. Mariano de Paco Serrano. Sala Mirador (Madrid)
- La mentira (2016-¿?), de Florian Zeller. Dir. Claudio Tolcachir Teatro Maravillas.